# Spoletosfera
(Gianna Volpi, Spoleto story, Rusconi editore, Milano 1982 p. 64)
Spoletosfera è una struttura tecnica chiamata "cupola geodetica", donata alla città di Spoleto nel 1967 dall'autore/inventore l'architetto Richard Buckminster Fuller in occasione del X Festival dei Due Mondi. In concomitanza Giovanni Carandente allestiva una personale mostra di Fuller dal titolo: “Le strutture di Fuller: 40 anni di ricerca architettonica, 1927-1967”.

## Descrizione
La cupola geodetica, brevettata da Fuller nel 1954, riproduce la sfericità schiacciata della terra (geoide). È un qualcosa a metà tra opera d'arte e struttura tecnica: è formata da una combinazione di elementi triangolari prefabbricati in metallo, collegati con giunti nodali, disposti in modo da permetterle di sorreggersi da sola, senza bisogno di muri interni o pilastri di sostegno. La sua costruzione si basa sull'estensione di alcuni principi base dei solidi semplici (tetraedro, ottaedro e solidi con numero di facce maggiori) che possano considerarsi approssimazione della sfera. Ne risulta una struttura estremamente leggera e allo stesso tempo stabile, di basso costo, facile da trasportare e semplice nel montaggio.

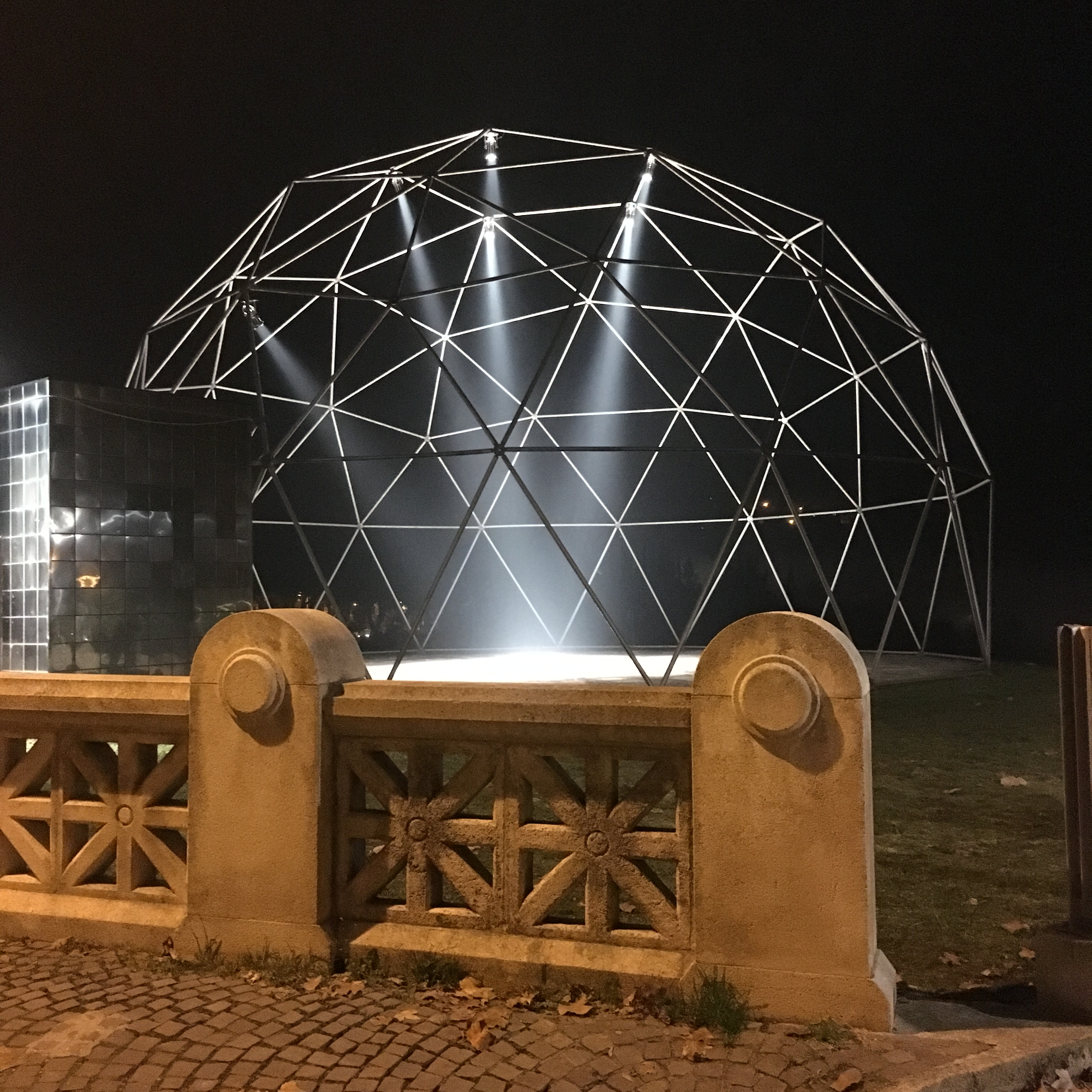
Spoletosfera. Illuminazione notturna dicembre 2015

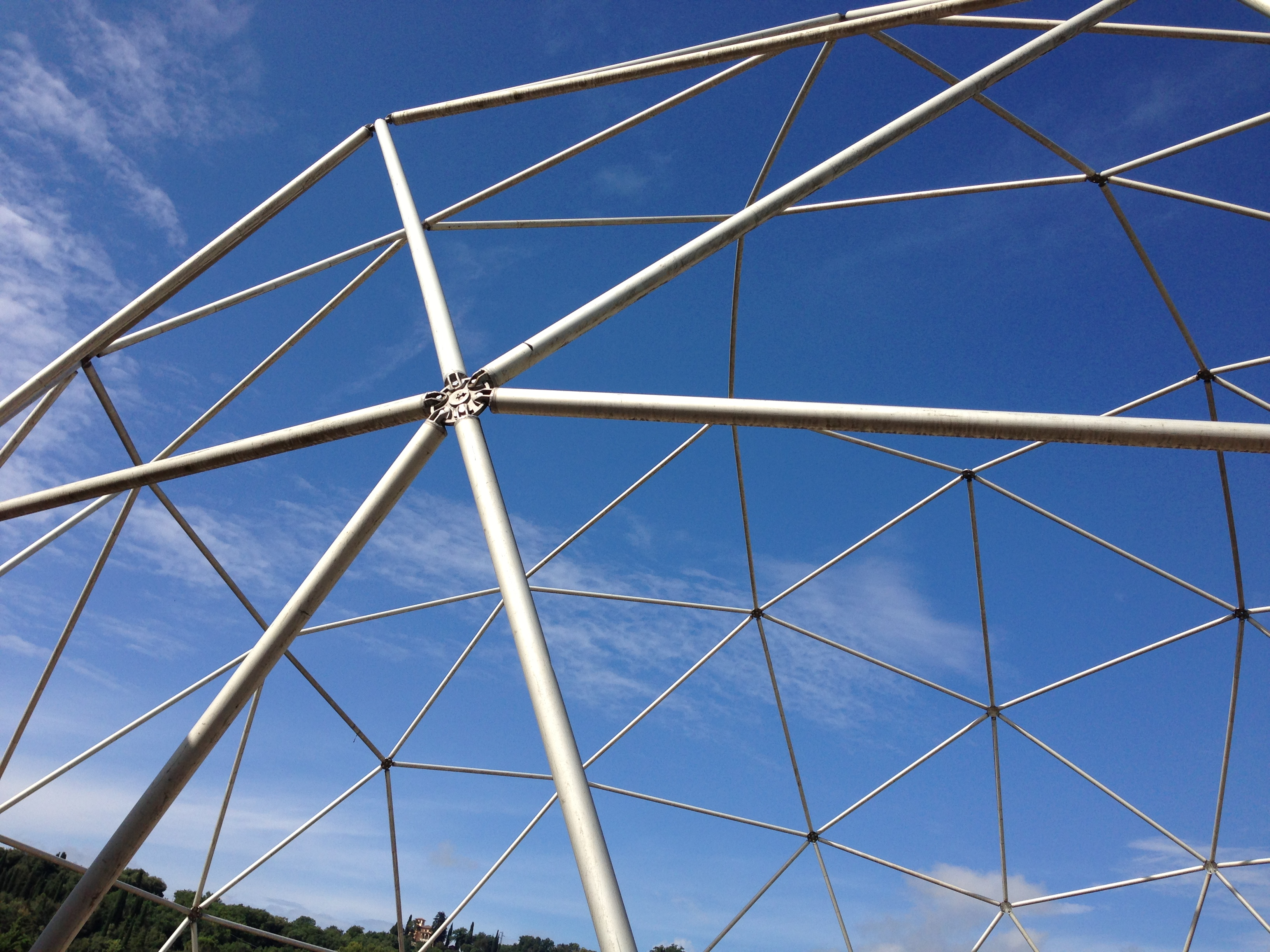
Spoletosfera, particolare

Spoletosfera misura circa 21 m. di diametro. Collocata a sud del centro storico della città, di fronte alla Casina degli ippocastani, in un'area verde tra viale Matteotti e viale Martiri della Resistenza, è oggi divenuta parte integrante del paesaggio urbano: ulteriore espressione del connubio antico/moderno presente a Spoleto fin dal 1962, anno dell'allestimento della mostra a cielo aperto Sculture nella città.

## Utilizzo
Coperta con un telo diventa un ambiente utilizzabile per spettacoli off, conferenze, recital e mostre d'arte. Nel tempo ha ospitato eventi artistici di vario interesse: happening, installazioni, performance e concerti. Lo stesso Fuller la inaugurò con una lezione di meccanica razionale e con dimostrazioni di "balletti della mente".
- È del 1968 la performance Io. Piramide di ghiaccio - La Punta del mondo di Mario Ceroli: una piramide composta da blocchi di ghiaccio rettangolari alta 10 metri alla cui sommità era posta una grande palla di ferro riempita di carbon coke; acceso il braciere, la palla si muoveva come un pendolo di fuoco. La piramide rimase sotto la cupola per tutto il periodo del Festival, quasi un mese, perché le colonne di ghiaccio, solidificandosi le une con le altre, resistettero a lungo prima di sciogliersi.[4]
- Ancora nel 1968 il gruppo Space Re(v)Action diretto da Giancarlo Nanni presenta Escurial prova alla scuola dei buffoni di Michel De Ghelderode.
- Nel 1980 ospita eventi organizzati dai Laboratori di Nuova Creatività.

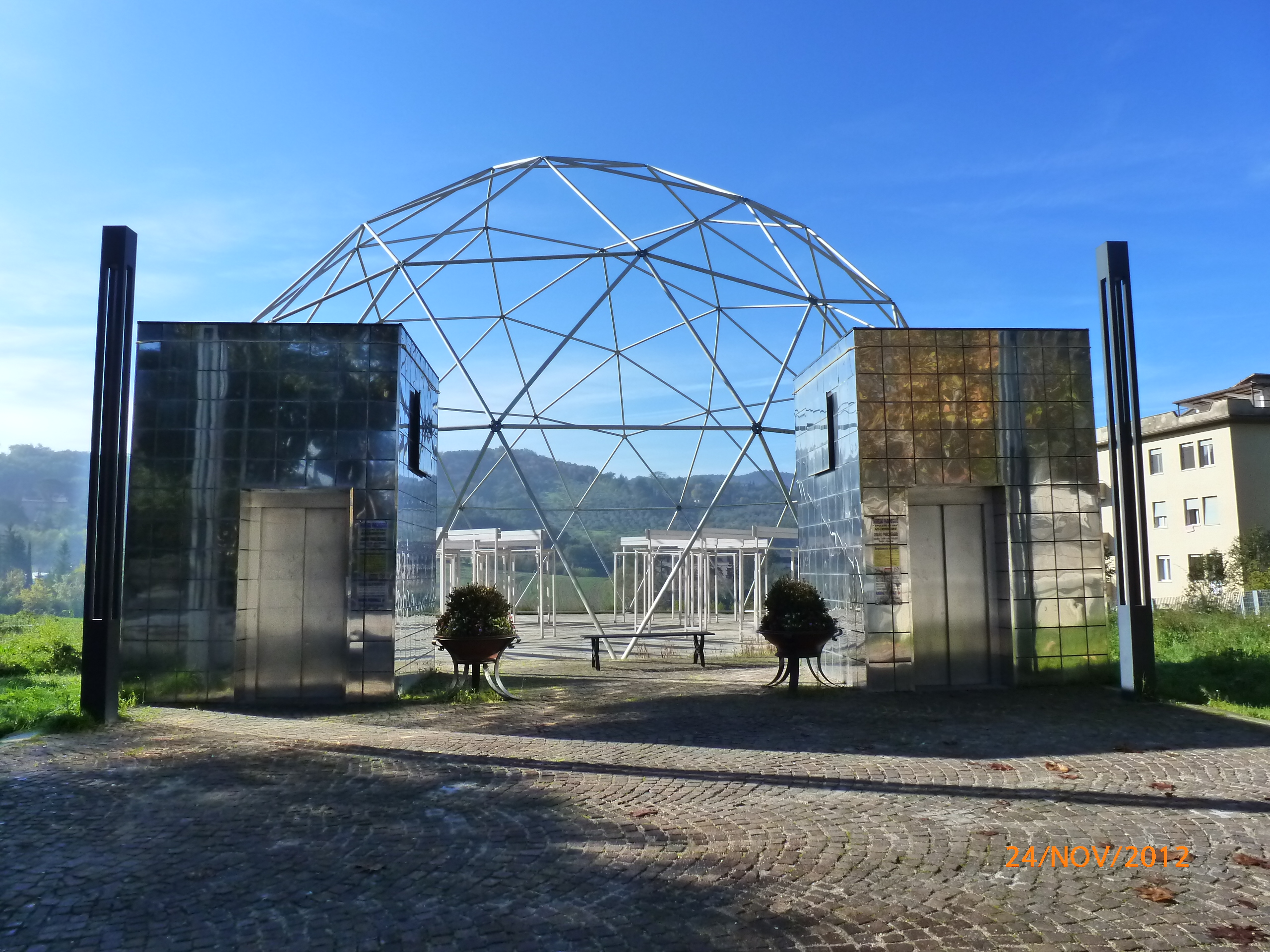
Spoletosfera

In seguito la struttura è rimasta inutilizzata fino al 2008, quando, in occasione dell'apertura di un parcheggio sotterraneo proprio in quell'area e grazie all'idea dell'assessore alla cultura Giorgio Flamini e all'intervento dei fratelli Monini, è stata dotata di un sistema di illuminazione non invasivo formato da circa 105.000 luci a LED bianche sostenute da 750 metri di tubo trasparente, che la rende viva e suggestiva anche nella ore notturne. foto
Successivamente ha ospitato altri eventi nell'ambito del Festival dei Due Mondi:
- nel 2008 lo spettacolo Sto diventando un uomo di Claire Dowie prodotto dalla compagnia Alternativateatro di Cagliari, interpretato da Monica Serra, con la regia e i costumi di Marco Nateri.
- nel 2012 lo spettacolo Stabile/Mobile di Stephan Koplowitz e John King prodotto da La MaMa Spoleto Open.

Richard Buckminster Fuller nel 1968 insieme all'architetto Shoji Sadao realizza un'altra opera per Spoleto:
- Octetra, Foto una scultura modulare in cemento dipinta di rosso, un gioco per bambini e allo stesso tempo un'opera d'arte progettata dallo scultore, architetto, Isamu Noguchi.